# Khalil Esfandiary Bakhtiari
Khalil Esfandiary Bakhtiari (in persiano خلیل اسفندیاری; Izeh, 3 aprile 1901 – Monaco di Baviera, 16 gennaio 1983) è stato un diplomatico iraniano.

## Biografia

### Gioventù
Figlio di Esfandiar Khan e di Bibi Maryam, venne mandato a Berlino a studiare, così come il fratello Soltan Morad che andò a Londra. Khalil venne accompagnato durante il viaggio dal fratellastro Hormoz Khan e nell'autunno 1924 arrivò nella capitale tedesca.
In seguito, durante il periodo in cui studiava scienze politiche, si innamorò di Eva Karl (1906-1994), figlia di un rappresentante di produttori tedeschi che aveva vissuto nella Russia imperiale. Si sposarono dopo un anno di corteggiamento, il 22 giugno 1926, e si trasferirono a Esfahan nel 1928.

### Vita famigliare
Quattro anni dopo nacque la loro primogenita, Soraya, il 22 giugno. Dopo otto mesi venne portata dalla madre in Germania per ricevere assistenza sanitaria e Khalil le raggiunse dopo altri sei mesi, prendendo con loro residenza a Berlino, nella Nestorstrasse.
Nel 1935 Adolf Hitler annunciò la coscrizione obbligatoria e la possibilità di essere arruolato nell'esercito si faceva sempre più concreta per Khalil. Nell'autunno 1937, mentre la moglie era incinta del secondogenito, decisero di lasciare Berlino alla volta di Esfahan, avendo preso coscienza della situazione politica europea. Il 15 ottobre nacque Bijan.

### Secondo dopoguerra e morte
Dopo la seconda guerra mondiale Khalil venne convinto dalla moglie a tornare in Europa e nel 1947 presero residenza a Zurigo, in Svizzera.
Nel 1951 divenne suocero dello scià Mohammad Reza Pahlavi, che nel 1952 lo nominò ambasciatore in Germania Ovest. Sebbene apprezzasse questo incarico, che ricoprì fino al 1961, nei fatti lo lasciò praticare al ministro e ai professionisti degli Esteri.

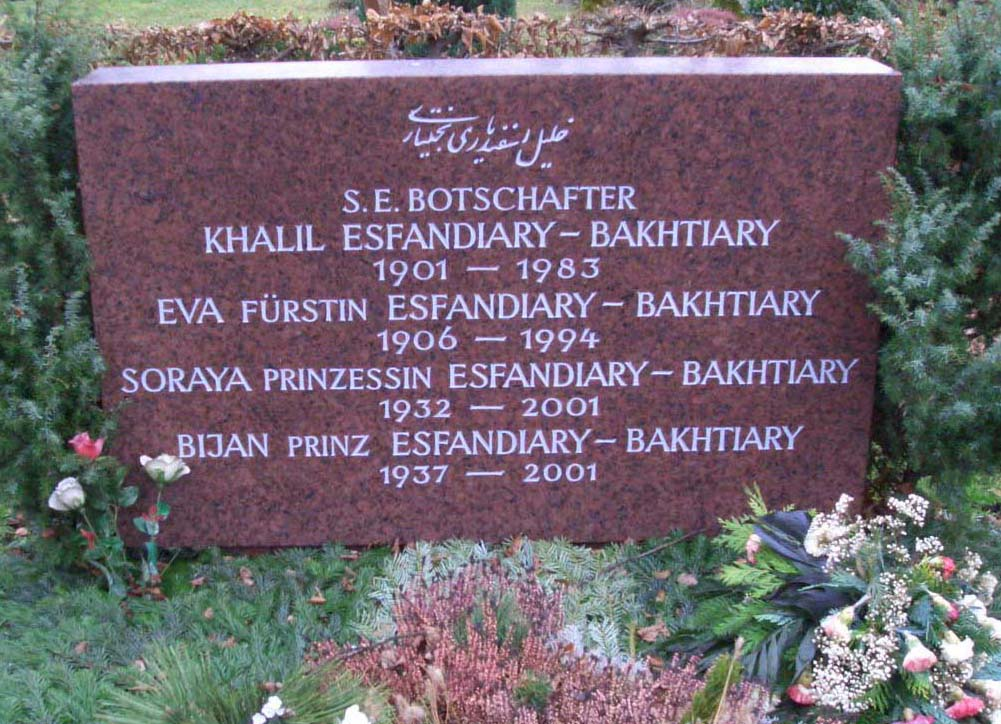
La lapide di Khalil e dei famigliari

Morì nel 1983 a Monaco di Baviera e venne tumulato nel cimitero di Westfriedhof.